# Koš
Koš es un municipio del distrito de Prievidza en la región de Trenčín, Eslovaquia, con una población estimada a final del año 2024 de 1005 habitantes.
Se encuentra ubicado al este de la región, cerca del río Nitra (cuenca hidrográfica del Danubio) y de la frontera con las regiones de Banská Bystrica y Žilina.

## Demografía
| Año        | 1994 | 2004     | 2014     | 2024     |
| ---------- | ---- | -------- | -------- | -------- |
| Población  | 802  | 900      | 1150     | 1005     |
| Diferencia |      | +12,21 % | +27,77 % | −12,60 % |

| Año        | 2023 | 2024    |
| ---------- | ---- | ------- |
| Población  | 1024 | 1005    |
| Diferencia |      | −1,85 % |